# Dafne Schippers
Dafne Schippers (Utrecht, 15 de junio de 1992) es una deportista neerlandesa que compitió en atletismo, especialista en las carreras de velocidad.
Inicialmente se dedicó a las pruebas combinadas y fue campeona de Europa y mundial de heptatlón en categoría sub-20, además de un bronce absoluto en el Campeonato del Mundo de 2013. Sin embargo, ya desde 2011 empezó a participar en pruebas de velocidad de campeonatos internacionales, dedicándose a ellas en exclusiva a partir de 2014.
Participó en tres Juegos Olímpicos de Verano, entre los años 2012 y 2020, obteniendo una medalla de plata en Río de Janeiro 2016, en la prueba de 200 m.
Ganó cinco medallas en el Campeonato Mundial de Atletismo entre los años 2013 y 2017, y una medalla de plata en el Campeonato Mundial de Atletismo en Pista Cubierta de 2016.
Además, obtuvo ocho medallas en el Campeonato Europeo de Atletismo entre los años 2012 y 2018, y dos medallas en el Campeonato Europeo de Atletismo en Pista Cubierta, oro en 2015 y plata en 2019.
Fue elegida mejor atleta europea femenina en 2014 y 2015.
A partir de 2020 tuvo constantes problemas de espalda que le impidieron volver a la competición internacional y se retiró en septiembre de 2023, tras lo cual se dedicó a tareas directivas. Fue nombrada directora del Campeonato Europeo de Atletismo en Pista Cubierta de 2025, celebrado en Apeldoorn.

## Palmarés internacional
| Juegos Olímpicos                     | Juegos Olímpicos          | Juegos Olímpicos  | Juegos Olímpicos |
| Año                                  | Lugar                     | Medalla           | Prueba           |
| ------------------------------------ | ------------------------- | ----------------- | ---------------- |
| 2016                                 | Río de Janeiro (Brasil)   | Medalla de plata  | 200 m            |
| Campeonato Mundial                   |                           |                   |                  |
| Año                                  | Lugar                     | Medalla           | Prueba           |
| 2013                                 | Moscú (Rusia)             | Medalla de bronce | Heptatlón        |
| 2015                                 | Pekín (China)             | Medalla de oro    | 200 m            |
| 2015                                 | Pekín (China)             | Medalla de plata  | 100 m            |
| 2017                                 | Londres (Reino Unido)     | Medalla de oro    | 200 m            |
| 2017                                 | Londres (Reino Unido)     | Medalla de bronce | 100 m            |
| Campeonato Mundial en Pista Cubierta |                           |                   |                  |
| Año                                  | Lugar                     | Medalla           | Prueba           |
| 2016                                 | Portland (Estados Unidos) | Medalla de plata  | 60 m             |
| Campeonato Europeo                   |                           |                   |                  |
| Año                                  | Lugar                     | Medalla           | Prueba           |
| 2012                                 | Helsinki (Finlandia)      | Medalla de plata  | 4 × 100 m        |
| 2014                                 | Zúrich (Suiza)            | Medalla de oro    | 100 m            |
| 2014                                 | Zúrich (Suiza)            | Medalla de oro    | 200 m            |
| 2016                                 | Ámsterdam (Países Bajos)  | Medalla de oro    | 100 m            |
| 2016                                 | Ámsterdam (Países Bajos)  | Medalla de oro    | 4 × 100 m        |
| 2018                                 | Berlín (Alemania)         | Medalla de plata  | 200 m            |
| 2018                                 | Berlín (Alemania)         | Medalla de plata  | 4 × 100 m        |
| 2018                                 | Berlín (Alemania)         | Medalla de bronce | 100 m            |
| Campeonato Europeo en Pista Cubierta |                           |                   |                  |
| Año                                  | Lugar                     | Medalla           | Prueba           |
| 2015                                 | Praga (República Checa)   | Medalla de oro    | 60 m             |
| 2019                                 | Glasgow (Reino Unido)     | Medalla de plata  | 60 m             |